# Aeroportul Foya
Aeroportul Foya (IATA: FOY, ICAO: nicio valoare) este un aeroport din Lofa County⁠(d), Liberia ce deservește zona Foya⁠(d). A fost numit după zona deservită.
Situat la o altitudine de 448 m, aeroportul dispune de o singură pistă.